# 倒运海水道

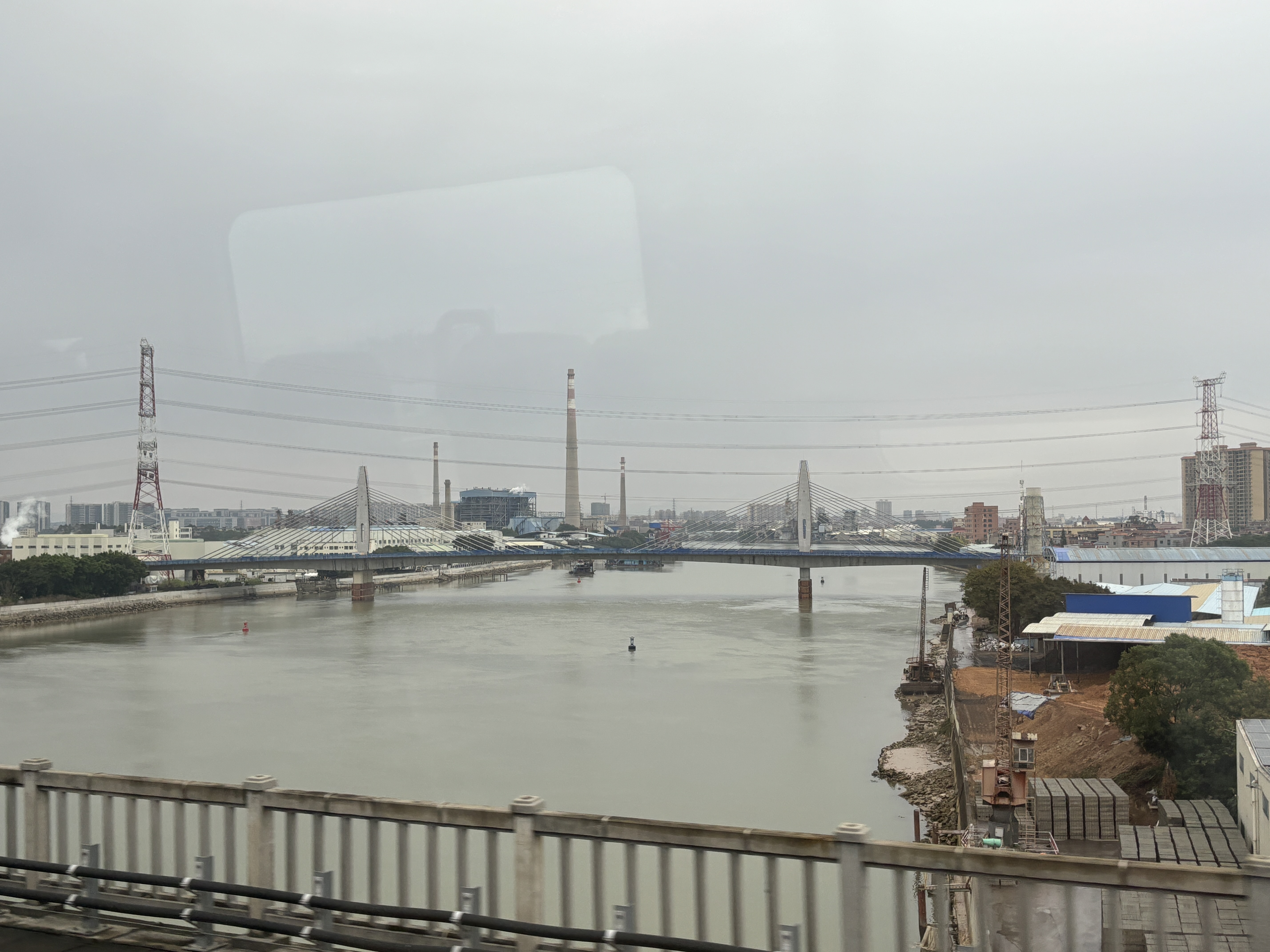
倒运海水道

倒运海水道位于中国广东省东莞市西北部，是东江北干流的一条汊流，北起东莞市中堂镇斗郎村，蜿蜒向西南，至麻涌镇漳澎村委会角尾村与沙田镇和安村委会西盛组之间汇入狮子洋，全长18.4千米，平均比降1.6‰。倒运海地处东江三角洲北部，地形起伏小，岸边带受海潮影响，地下水循环交替作用迟缓。水道两岸为冲积围垦区，土地肥沃。